# Antoine de Règemorte
Antoine de Règemorte (dopo 1709) è stato un ingegnere francese.

## Biografia
Figlio di Jean-Baptiste e fratello di Noël e Louis, tutti e tre ingegneri di ponti e strade, era il secondogenito, anch'esso ingegnere come il padre e gli altri due fratelli.
Nel 1723 Jean-Baptiste ottenne che i suoi figli Noël ed Antoine gli succedessero nell'incarico alla sua morte. Pertanto, l'8 gennaio 1726, Noël ed Antoine assunsero l'incarico della direzione dei lavori sulla Loira e per i canali del Loing e di Orléans.
Successivamente Antoine divenne ingegnere della provincia di Alsazia e il fratello si stabilì ad Orléans.
Nel 1745 Antoine venne nominato ingegnere militare ed inviato a Tournay e dopo questa data non si conosce altro della sua vita.